# Paola (Olaszország)
Paola  város (közigazgatásilag község comune) Olaszország Calabria régiójában, Cosenza megyében. Calabria legnevezetesebb zarándokhelye.

## Fekvése
Paola északon a tengerparon Fuscaldóval, délen San Lucidóval határos, a szárazföld irányában pedig Montalto Uffugóval és San Filivel. Cosenzától 35 km-re fekszik. A megye hatodik legnagyobb községe. A legközelebbi repülőtér Lamezia Terme, ami 50 km-re található. Vasútállomása, Stazione di Paola fontos vasúti csomópont.

## Története
A települést az enotrik alapították. Neve valószínűleg a Pabula vagy Pabulum latin szóból ered, ami legelőt jelent. A 13. századig elszórtan lakták, Fuscaldóhoz része volt. A 15. század végére várossá nőtte ki magát. A 16. század közepén törökök fosztották ki. Önálló községgé a 19. század elején vált, amikor a Nápolyi Királyságban felszámolták a feudalizmust.

## Népessége
A népesség számának alakulása:

## Főbb látnivalói
- Paolai Szent Ferenc-szentély
- Madonna dell’Annunziata-katedrális
- S.S. Rosario-templom

## Híres emberek
- Itt született 1416. március 27-én Paolai Szent Ferenc remete, a minimita rend megalapítója.